# عنكبوت صياد زنبقي
عنكبوت صياد زنبقي (الاسم العلمي:Eusparassus lilus) هو نوع من العنكبوتيات يتبع جنس العنكبوت الصياد من فصيلة العناكب الصيادة.